# Diabolo
Diabolo (câteodată rostit diablo, de asemenea cunoscut ca "diavolul pe două bețe") este un obiect de jonglat, ce constă într-o bobină care este înfășurată și aruncată pe un fir legat de două bețe ținute în fiecare mână. O varietate de trucuri sunt posibile, folosind firele, bețele și anumite părți corporale. Mai multe diabolo-uri pot fi mânuite pe un singur fir. 
Diabolo-urile au diverse forme și sunt alcătuite din diferite materiale. Cele mari/grele tind să își mențină elanul mai mult timp, în timp ce cele mici pot fi aruncate mai sus și pot avea viteze mai mari mult mai ușor. Cele din cauciuc sunt mai puțin predispuse la casare.

## Istorie

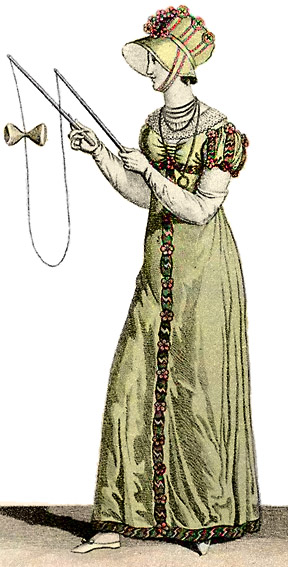
Ilustraţie din anul 1812 cu o femeie ce utiliza un diabolo

Diabolo a evoluat din yo-yo-ul chinez, care a fost standartizat în secolul XII. Acestea au un ax lung și subțire, cu roți în formă de discuri, în timp ce diabolo-urile vestice au formă conică. 
Diabolo era jucăria preferată a fizicianului James Clerk Maxwell, despre care se spunea că era chiar bun la acesta. Jucăria nu trebuie confundată cu Demonul lui Maxwell, care este un experiment dur. 
Contrar unor opinii, termenul "diabolo" nu a fost împrumutată din italianul "diavolo" - dar a fost instaurat de inginerul francez Gustave Phillipart, care dezvoltă diabolo-ul modern în secolul XX. , având numele derivat din grecescul dia bolo, tradus 'prin aruncare'. Confuzia despre proveniența numelui poate să rezulte din timpuriul "diavol pe două bețe", deși în zilele noastre acesta se referă la un alt obiect al circului- bățul diavolului.

## Principiile de bază
Actul principal al diabolo-ului este cauzarea învârtirii bobinei în timp ce este suspendat pe un fir. Acesta se obține prin tragerea firului de-a lungul axului în așa fel încât frecarea să facă bobina să se rotească. Prin ridicarea repetată a unuia din bețe, viteza poate fi mărită. Metoda poartă numele de accelerare. 
Intensificări ale vitezei sunt obținute printr-o varietate de tehnici care includ: 
- Power whips,
- Accelerații: Accelerația Chineză
- Trucuri orbitale

Odată ce viteza a fost obținută, executantul diabolo poate să facă numeroase trucuri. Cei mai buni pot să facă trucuri cursiv, fără să încetinească viteza bobinei. Diabolo-ul va rămâne echilibrat atâta timp cât este viteză.

## Trucuri fundamentale
- Aruncare - primul truc învățat de toți este aruncarea diabolo-ului în aer și prinderea acestuia
- Aruncare înaltă - aruncare înaltă în aer + prindere
- Trapez (A.K.A Stopover) - Legănare diabolo în jurul bățului și prinderea sa pe fir
- Backside - prinderea diabolo-ului folosind capătul baghetei
- Sinucidere (Eliberarea baghetei) - Eliberarea temporară a uneia din baghete și prinderea ei din nou
- Grind - Balansarea diabolo-ului pe baghetă
- Soare - Diabolo-ul este învârtit într-un cerc mare, terminându-se cu o întoarcere a firului peste ax. Un anit-soare este făcut prin direcția opusă acelei întoarceri.
- Orbită - Diabolo-ul este aruncat și prins în mod repetat pentru a-l face să se rotească
- Orbită peste corp(de asemenea cunoscuți ca sateliți)- Orbite avansate care merg în jurul gâtului, umerilor sau întregului corp. Mâna dominantă și piciorul reprezintă orbitele cele mai ușoare.
- Nodul magic - Firul este încâlcit în așa fel încât să existe iluzia unui diabolo captiv. Poate fi eliberat prin mișcare ascendentă.
- Liftul- Diabolo-ul „urcă” pe fir, lucru făcut prin înfășurarea firului în jurul bobinei și plimbarea acestuia pe pământ până când forța de frecare îl face să aibă o viteză destul de mare pentru a putea urca pe fir.
- Umbrela - Diabolo-ul este legănat dintr-o parte în alta pentru a forma conturul unei umbrele.
- Spaghetti- Un nod al firului pe partea stângă a baghetei și sub diabolo, apoi un nod pe partea dreaptă a baghetei și sub diabolo. În esență, un nod magic.

## Diabolo pentru avansați
Sunt sute de trucuri care prezintă o multitudine de variații, care sunt excluse din aceste categorii. Acestea sunt mult mai dificile, fiind pe "muchie de cuțit" în performanțele moderne de diabolo. Unele exemple sunt:
- Genocid - Trucul în care diabolo-ul părăsește firul și este prins de acesta în manevra de sinucidere.
- Biciul (prindere) - Diabolo-ul este aruncat în aer și prins cu o mișcare asemănătoare unei biciuiri spre diabolo.
- Finger Grind - Diabolo-ul este prins pe un deget, nu pe baghetă.
- Sinucideri infinite - un truc popular în care diabolo-ul pare să fie suspendat în timp ce una din baghete îl inconjoară, diabolo-ul poate să fie legat sau nu.
- Turnul Effel- înfășurarea aței în așa fel încât să reiasa Turnul Effel răsturnat în jos
- Japanese Weep

## În media
Diabolo-ul este prezentat în serialul anime Kaleido Star, unde Rosetta Passel deține titlul de campioană mondială de la vârsta de 9 ani.